# Cselfalva
Cselfalva (szlovákul: Čelovce) község Szlovákiában, az Eperjesi kerület Eperjesi járásában.

## Fekvése
Eperjestől 18 km-re északkeletre, a Szekcső-patak és a Tapoly között fekszik.

## Története
1335-ben említik először. 1740-től a Pulszky család birtoka.
A 18. század végén Vályi András így ír róla: „CSELFALVA. Csalovce. Tót falu Sáros Vármegyében, birtokosai Czimerman Urak, lakosai katolikusok, többen evangelikusok, fekszik Posfalvának szomszédságában, ’s ennek filiája, Girált, és Tultsik között. Határja mindenféle gabonát bőven terem, réttyeit néha a’ víz elönti ugyan, mindazáltal mindenkor kétszer kaszáltatik, legelője is elegendő, mivel pedig erdeje nintsen, a’ második Osztályba tétetett.”
Fényes Elek 1851-ben kiadott geográfiai szótárában így ír a faluról: „Cselfalva, tót falu, Sáros vármegyében, Pósfalu fiókja, 78 kath., 60 evang., 6 zsidó lak. Termékeny kis határ. F. u. többen. Ut. p. Eperjes.”
1920 előtt Sáros vármegye Girálti járásához tartozott.

## Népessége
| Év:            | 1994. | 2004.    | 2014.   | 2024.    |
| -------------- | ----- | -------- | ------- | -------- |
| Emberek száma: | 264   | 303      | 324     | 394      |
| Eltérés:       |       | +14,77 % | +6,93 % | +21,60 % |

| Év:            | 2023. | 2024.   |
| -------------- | ----- | ------- |
| Emberek száma: | 375   | 394     |
| Eltérés:       |       | +5,06 % |

1910-ben 162, túlnyomórészt szlovák anyanyelvű lakosa volt.
2001-ben 281 lakosából 280 szlovák volt.
2011-ben 313 lakosából 312 szlovák volt.

## Híres emberek
- Itt hunyt el 1710-ben Komáromi János, Thököly Imre titkára és bizalmasa. 1697-től Thököly haláláig terjedő naplója a bujdosók és a fejedelem életének fontos forrása.

## Nevezetességei
- Evangélikus temploma eredetileg késő román stílusban épült.